# Талтс, Николай
Николай Талтс (26 ноября 1890 г., приход Лайксааре, Пярнуский уезд - 26 января 1949 г., Таллинн) был эстонским юристом и политиком.
Николай Талтс родился в волости Лайксааре Пярнуского уезда в крестьянской семье. Учился в приходской школе Лайксааре, в 1900-1902 в министерской школе Йыхви, 1902-1910 году в Рижской религиозной школе и семинарии, и в Варшавском университете где получил степень в юриспруденции (окончил в 1914). Он был помощником присяжного адвоката в Пярну, милиционером Пярнуского уездного ополчения, членом Пярнуской уездной управы и Пярнуской городской думы, членом Учредительного собрания, юрисконсультом Министерства сельского хозяйства и помощником министра сельского хозяйства.
Николай Талтс был министром сельского хозяйства (1933-1938) и членом Национального собрания Эстонии в пятом правительстве Константина Пятса.
Он был арестован НКВД 16 ноября 1944 года и приговорен решением трибунала от 25 февраля 1946 года к пяти годам лишения свободы по §58-3 статье. Освобожден из тюрьмы в январе 1949 года.

## Внешние ссылки
- Фотография Николая Талтса с женой Эллой-Эмили и дочерью Теагой в 1925 году.